# Chenistonia montana
Chenistonia montana là một loài nhện trong họ Nemesiidae.
Chenistonia montana được miêu tả năm 1984 bởi Raven.